# Districtul Merouana
Merouana este un district din provincia Batna, Algeria.